# Кровавый навет на Родосе
Кровавый навет на Родосе — случай кровавого навета на евреев — произошёл в феврале 1840 года на острове Родос, находившемся в то время под властью Османской империи.

## Краткий обзор
Поводом явилось исчезновение христианского мальчика. Евреи были обвинены в ритуальном убийстве с целью получения крови для приготовления мацы на еврейскую пасху.
Обвинение исходило от греческой православной общины при активном участии консулов нескольких европейских государств, включая Великобританию, Францию, Австрийскую империю, Швецию и Грецию. Османский губернатор Родоса, в отличие от своих предшественников, всегда отрицавших реальность обвинений в кровавом навете, поддержал обвинение в ритуальном убийстве. Было арестовано несколько евреев, некоторые из которых сделали ложные признания под пытками, и весь еврейский квартал был заблокирован на двенадцать дней.
Еврейской общине Родоса удалось послать сообщение еврейской общине Стамбула, которая обратилась за помощью к европейским государствам. В Великобритании и Австрии еврейским общинам удалось добиться поддержки правительств, и в результате в посольства этих государств в Стамбуле были отправлены депеши с однозначным осуждением кровавого навета и квалификацией обвинения как ложного. Впоследствии губернатор Родоса был признан неспособным контролировать местных христианских фанатиков и отстранён от должности, а дело было передано центральному правительству, которое приступило к формальному расследованию. В июле 1840 года еврейская община Родоса была официально признана невиновной. И, наконец, в ноябре того же года османский султан издал декрет, осуждающий кровавые наветы как ложные.

## Исторические сводки

### История еврейской общины Родоса

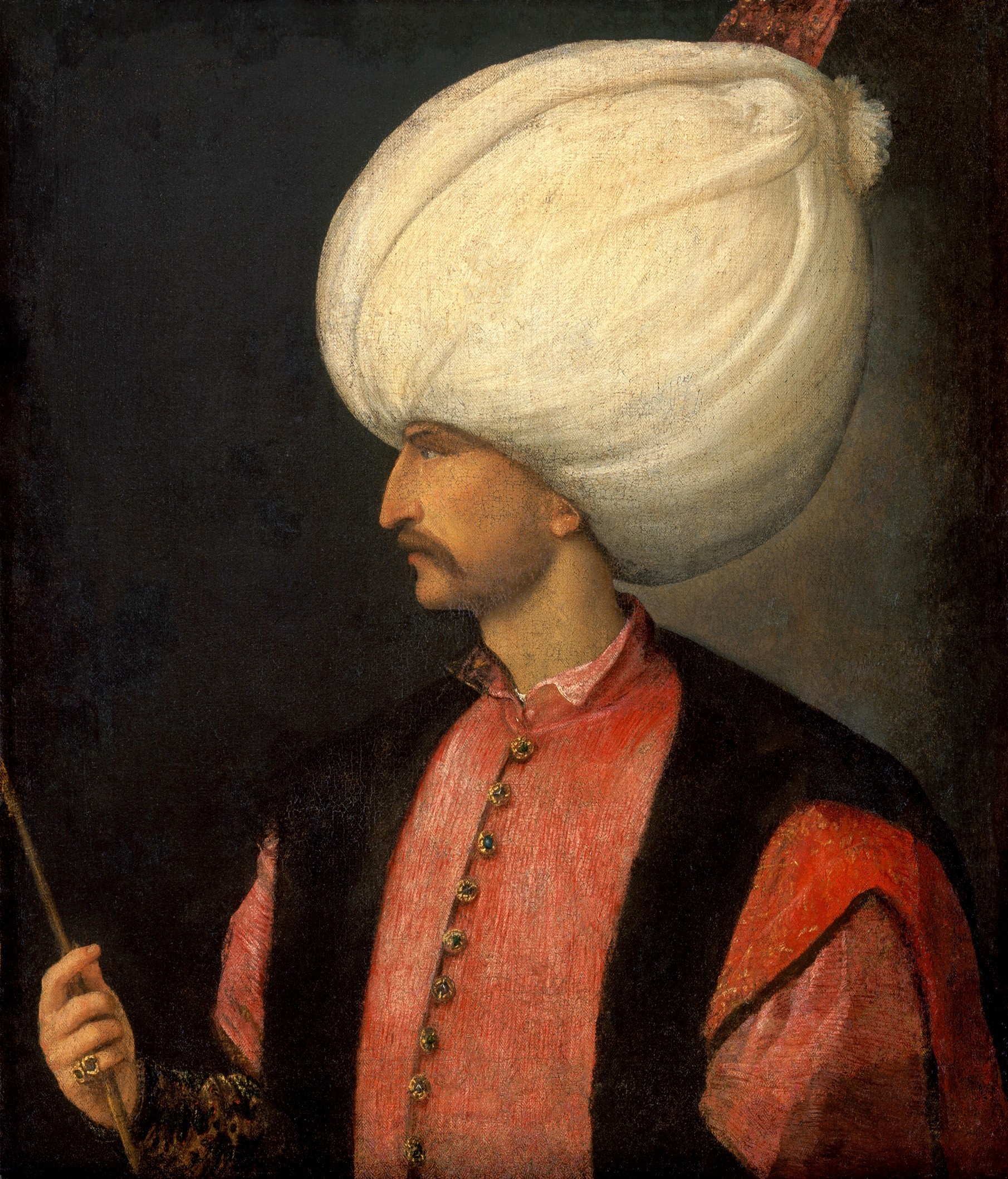
Сулейман I Великолепный в XVI веке осудил кровавые наветы в Османской империи.

Имеются сведения о существовании еврейской общины на Родосе со времён эллинизма. Согласно декрету Римской империи 142 года до н. э., Родос включён в список областей, на которые распространился обновлённый пакт о дружественных отношениях Римского сената с еврейской нацией. О евреях Родоса сообщается в документах, приходящихся на времена завоевания острова арабами в VII веке н. э. В XII веке испанский раввин Беньямин из Туделы сообщает о 400 евреях проживающих в общине города Родос. В результате землетрясений 1481 и 1482 годов произошли разрушения в местах проживания евреев, и в городе осталось только 22 семьи. После эпидемии бубонной чумы (1498—1500) великий магистр Мальтийского ордена д’Обюссон приказал всем евреям Родоса креститься или покинуть остров в течение 50 дней. Указ 1502 года предусматривал также насильственное крещение детей. Часть евреев Родоса приняла католичество; остальные были вынуждены переселиться в Ниццу, входившую в то время в герцогство Савойя. Несколько евреев, отказавшихся выполнить распоряжение великого магистра, были брошены в тюрьму и после пыток казнены. В следующие два десятилетия на остров были доставлены от 2000 до 3000 схваченных евреев для принудительных работ по сооружению военных укреплений.
В 1522 году эти еврейские пленники помогли османским войскам захватить Родос. Сразу же после этого почти все евреи острова вернулись к иудаизму и воссоздали общину. По преданию, султан Сулейман I Великолепный издал декрет, осуждающий кровавый навет на евреев. и даровал евреям ряд привилегий, включая освобождение от налогов на сто лет. Родос стал важным сефардским центром, местом проживания многих известных раввинов. В XIX веке богатые евреи торговали одеждой, шёлком, серой и смолой, а остальные держали магазинчики, занимались ремесленными работами, торговлей вразнос и рыболовством. Согласно источникам, количество евреев на Родосе в XIX веке оценивается от двух до четырёх тысяч.

### Кровавый навет против евреев во времена Османской империи
Первый кровавый навет на евреев произошёл в Англии в 1144 году (был обвинён Уильям из Норича).. Обвинение евреев в использовании крови христианских младенцев для приготовления мацы стало основой христианского антисемитизма в средние века. Общее число известных жертв достигло 150 человек. Количество случаев пошло на спад с усилением доказательной системы в судопроизводстве, и лишь немногие случаи навета доходили до европейских судов после 1772 года. Тем не менее, обвинения в ритуальных убийствах происходили и в XIX веке.
На Ближнем Востоке кровавый навет прочно укоренился в сознании христианских общин.. Кровавый навет был обычным явлением в Византийской империи, а после захвата её земель Османской империей случаи обвинений в ритуальных убийствах распространились по всей Греции. Первый случай кровавого навета в Османской империи был зафиксирован во времена правления султана Мехмеда II (XV век). Впоследствии такого рода случаи происходили редко и обычно осуждались османскими властями.
Ситуация изменилась с ростом влияния христианства в Османской империи. Прокламация султана Абдул-Меджида I, изданная в 1839 году, положила начало либеральным реформам, известным под названием Танзимат. Однако она усилила влияние христианства и ослабила защищавшую евреев власть. Имели место случаи кровавого навета в Халебе (1810) и в Антакье (1826).
В 1840 году одновременно с описываемыми событиями на Родосе произошёл другой, более значительный случай кровавого навета, известный как Дамасское дело. События развивались в Дамаске во времена правления Мухаммеда Али Египетского. 5 февраля 1840 года исчезли настоятель капуцинского монастыря патер Тома́ и его слуга мусульманин Ибрагим Амара. Евреев Дамаска обвинили в убийстве с целью получения крови для мацы. Местные христиане, губернатор и французский консул, получивший из Парижа полномочия, активно поддержали обвинение в ритуальном убийстве. Обвиненные евреи подверглись пыткам и некоторые из них сознались в двойном убийстве. Эти показания были использованы обвинителями как неопровержимое доказательство вины. Дело привлекло международное внимание и вызвало протесты со стороны еврейской диаспоры в Европе.

## События 1840 года на Родосе

### Исчезновение мальчика
17 февраля 1840 года мальчик из греческой православной семьи не вернулся домой с прогулки. Его мать обратилась на следующий день к османским властям по поводу исчезновения сына. Губернатор острова, Юсуф Паша, дал указание о розыске, но несколько дней поисков ни к чему не привели. Европейские консулы оказывали на губернатора давление, чтобы дело было быстрее раскрыто: семья пропавшего мальчика была христианской. Между тем, у населения Родоса не возникало сомнений, что мальчик был убит евреями с ритуальными целями. Свидетель сообщал: «Не было сомнений, что ребёнка объявят жертвой евреев. Весь остров был взбудоражен этим делом». Местные христиане продолжали безуспешные поиски в еврейском квартале.

### Аресты и допросы
Спустя несколько дней две греческие женщины заявили, что они видели этого мальчика идущего по направлению к городу Родос в сопровождении четырёх евреев. Женщины утверждали, что одним из них был некто по имени Элиаким Стамболи. Его арестовали, допросили и назначили ему пятьсот палочных ударов [по пяткам]. 23 февраля он был вновь подвергнут допросу и пыткам, на этот раз в присутствии высокопоставленных должностных лиц, включая губернатора, кади, греческого архиепископа и европейских консулов. По сообщению евреев из Родоса, Стамболи был «закован в цепи и подвергнут страшной пытке раскалённым железом, а на груди его лежал очень тяжёлый камень — он был буквально полутрупом». Стамболи признался под пытками в ритуальном убийстве и оговорил других евреев, что привело к новым арестам. Шесть евреев были обвинены в преступлении и подвернуты пыткам, а к главному раввину настойчиво приставали с вопросом, действительно ли евреи практикуют ритуальные убийства.

### Блокада
Губернатор острова Юсуф Паша, по наущению греческого духовенства и европейских консулов, распорядился заблокировать еврейский квартал в канун праздника Пурим и арестовать главного раввина Яакова Исраэля. Блокада была настолько строгой, что у обитателей квартала возникла проблема с пищей и водой. Жителями квартала была пресечена попытка подбросить к ним мёртвое тело. Мусульманские власти в целом не поддерживали преследование евреев. Одного мусульманского чиновника поймали на контрабанде хлеба в блокированный квартал; по настоянию британского консула, он был бит палками и уволен со службы. Кади открыто симпатизировал евреям, и в конце февраля он начал процесс повторного слушанья по этому делу, в результате которого имевшиеся факты были признаны недостаточными для обвинения. Тем не менее, губернатор отказался снять блокаду с еврейского квартала, хотя он явно колебался и в начале марта запросил из Стамбула дополнительные инструкции. Лишь через двенадцать дней после начала блокады прибывший на остров уполномоченный инспектор заставил губернатора снять её. Евреи решили, что дело закрыто и «возблагодарили всемогущего правителя за своё освобождение».

### Влияние Дамасского дела

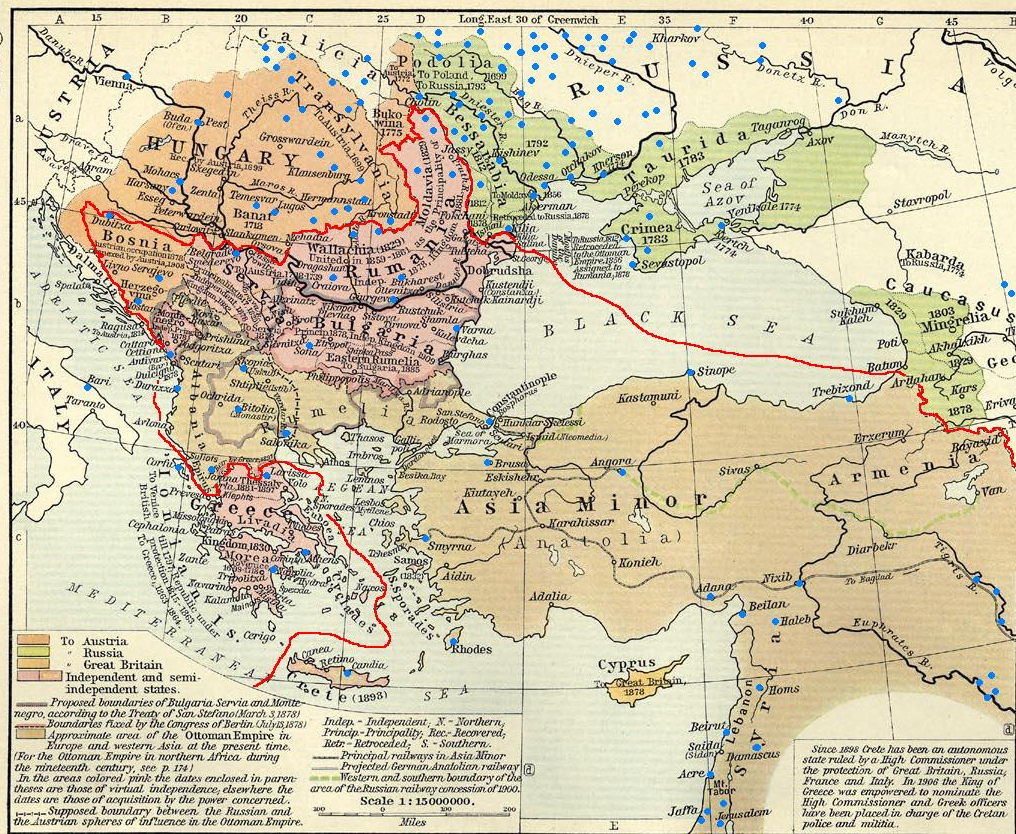
Карта юго-востока Европы и Средиземноморья, обозначающая границы Османской империи в 1840 году (красная линия). Основные еврейские общины отмечены синим цветом.

Однако облегчение было вскоре прервано известиями о возбуждении Дамасского дела. Сообщения о том, что евреи Дамаска признались в убийстве отца Тома, возобновило убеждения христианской общины в виновности евреев в ритуальных убийствах. Британский консул сообщал, что «греки громко плакали, что справедливость не восторжествовала и требовали ареста раввина и лидеров общины… Для обеспечения спокойствия… было решено подвернуть их тюремному заключению». Восемь евреев было арестовано, включая главного раввина и Давида Мизрахи, которых подвешивали на крюках к потолку в присутствии европейских консулов. Мизрахи потерял сознание через шесть часов пыток, а раввина держали двое суток, пока у него не начались кровоизлияния. Тем не менее, они не сознались, и через несколько дней их выпустили. Остальные шесть евреев оставались в тюрьме до начала апреля.

### Участие европейских консулов в допросах и пытках
Европейские вице-консулы в Родосе были едины в своей уверенности о виновности евреев в ритуальном убийстве. Они были главными организаторами допросов вместе с британским консулом Дж. Г. Уилкинсоном и шведским консулом Массе. На допросе главного раввина Уилкинсон заявил касательно решения кади: «Что может значить для нас судебное решение муллы после того, что произошло в Дамаске? Ведь это ясно доказывает, что, согласно Талмуду, требуется христианская кровь для приготовления пасхальной пищи.» Консулы присутствовали также во время пыток. Когда главный раввин, воззвал к австрийскому вице-консулу, тот ответит: «Что, раввин? О чём ты тут жалуешься? Ты еще не сдох?»
Некоторые евреи Родоса обвиняли консулов в раздувании этого дела со скрытой целью избавиться от Элиаса Калимати, местного еврея, представлявшего интересы лондонского бизнесмена Джоэля Дэвиса. Дэвис имел большую долю доходов от экспорта губки с острова и был серьёзным конкурентом европейских консулов. Сам Элиас Калимати ставил это утверждение под сомнение. Другие евреи утверждали, что «консулы открыто хотели избавиться от евреев на Родосе или заставить их изменить религию».

## Работа европейской дипломатии
В первые дни блокады кому-то удалось передать письмо в Стамбул. Однако лишь 27 марта лидеры еврейской общины столицы Османской империи переслали его семье Ротшильда вместе с аналогичной просьбой о помощи евреям Дамаска. К этим документам еврейские лидеры приложили своё письмо, в котором они выражали сомнение в своей способности убедить султана.

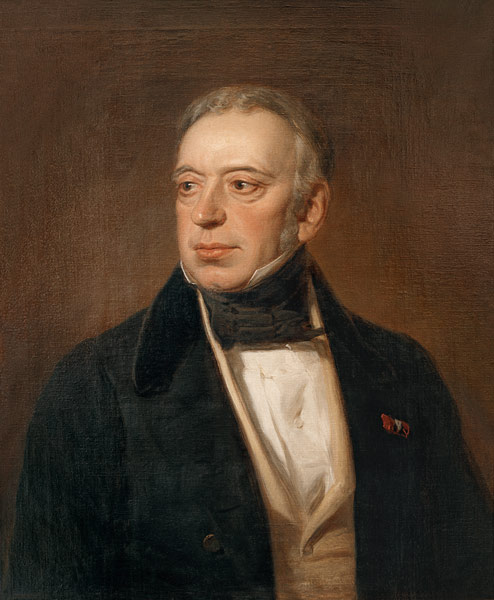
барон Саломон Мейер фон Ротшильд

Вмешательство Ротшильдов оказало быстрое действие в Австрии. Глава фамильного банка Ротшильдов в Вене, С. М. Ротшильд, ссужал средства императорской фамилии и имел тесные связи с канцлером Меттернихом. 10 апреля канцлер Меттерних отправил инструкции послу в Стамбуле Бартоломею фон Штурмеру и консулу в Александрии касательно обоих дел, в Дамаске и на Родосе. «Обвинение в предумышленном убийстве христиан по причине кровавой жажды в период еврейской пасхи является абсурдным по своей сути…» По поводу дела на Родосе, канцлер инструктировал Штурмера намекнуть турецким властям, чтобы те соответствующим образом инструктировали пашу Родоса и дать понять вице-консулу Родоса, как он должен действовать в подобных случаях. Фон Штурмер, тем не менее, ответил Меттерниху, что «не было никакого преследования еврейского населения, по крайней мере, со стороны властей».
В Великобритании реакция еврейской общины на призыв о помощи из Родоса и Дамаска была более медленной. Совет депутатов британских евреев собрали для обсуждения случаев кровавого навета лишь 21 апреля. Было решено обратиться к британскому, австрийскому и французскому правительствам с просьбой ходатайства перед османскими властями и прекращения преследований. Резолюция, осуждающая ритуальные убийства, была дважды опубликована в 35 британских журналах, в наиболее значительных газетах. 30 апреля выбранная Советом делегация встретилась с секретарём по иностранным делам лордом Пальмерстоном, который назвал кровавый навет клеветой и пообещал, что «британское правительство примет самые решительные меры, чтобы остановить насилия». В депеше от 5 мая он поручил британскому послу в Стамбуле лорду Понсонби связаться с османским правительством по поводу дела Родоса «официально и письменно» и «провести немедленное и жёсткое расследование участия в этих зверствах христиан и европейских консулов».
Таким образом, в европейских дипломатических кругах Стамбула было достигнуто соглашение, что преследование евреев следует прекратить. Эту позицию занял не только лорд Понсонби, но также и фон Штурмер, чьи письма свидетельствовали о том, что он далеко не был убеждён в невиновности евреев, посол Франции Эдуар Понтойс, правительство которого было за французских консулов, поддерживавших обвинения в Дамаске и на Родосе, и посол Пруссии Ганс фон Кёнигсмарк. Это дало зелёный свет действиям лорда Понсонби, наиболее влиятельного дипломата Стамбула, по вопросу евреев Родоса.

## Ход расследования дела

### Вмешательство османского губернатора
На запрос Юсуфа Паши османские власти послали инструкции, которые были получены в конце апреля. Была назначена официальная комиссия, которая расспросила свидетелей со стороны греческой и еврейской общин. В середине мая был послан приказ освободить шесть оставшихся евреев из заключения. 21 мая их церемонно вызволи на мусульманский суд шура, где они были выпущены под гарантии старейшин еврейской общины.
Христиане отреагировали на эти действия губернатора яростными нападками на евреев, и в конце мая прошла новая волна насилия. Евреи описывали многочисленные случаи нападений и избиений со стороны греков, и что среди нападавших были сыновья британского и греческого консулов. Когда евреи пришли к губернатору с жалобой, он приказал их высечь, назначив им от 400 до 500 ударов палкой, сказав, что действует по требованию консулов. В завершение этого, губернатор приказал арестовать ещё пятерых евреев.

### Оправдание
10 мая в Стамбул прибыли греческая и еврейская делегации, по пять человек в каждой. В столице к ним присоединились кади, французский консул и австрийский вице-консул. 26 мая состоялась первая сессия трибунала. Кади утверждал, что «дело по существу является результатом ненависти, и было раздуто при непосредственном участии английского и австрийского консулов». Консулы настаивали на виновности евреев и предъявляли письменные свидетельства своих коллег, оставшихся на Родосе.
Слушания продолжались ещё два месяца, посол Британии настаивал на освещении фактов участия губернатора Родоса в пытках. В конце концов, 21 июля, был оглашён вердикт. В его первой части, деле между «греческим населением Родоса, истцом, и еврейским населением, ответчиком», было постановлено: оправдать. Во второй части, было постановлено сместить Юсуф Паша с должности губернатора Родоса, так как он «допустил против евреев действия, недопустимые законом во всех случаях и в частности запрещённые прокламацией султана от 3 ноября.» Посол Британии поблагодарил комиссию как «проявившую справедливость в деле Родоса» и назвал вердикт «знаком законности и гуманности, под которым действует Порта»

### Указ султана

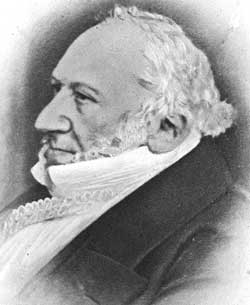
В результате встречи Мозеса Монтефиоре с султаном был выпущен декрет, осуждающий кровавые наветы.

В июле 1840 года делегация, возглавляемая Адольфом Кремье и Мозесом Монтефиоре направилась в Египет для оказания содействия евреям Дамаска. Кремье и Монтефиоре обратились к Мухаммеду Али с просьбой переслать дело в Александрию для дальнейшего расследования или передать его для рассмотрения европейскими судьями. Просьба была отклонена: ни Мухаммед Али, ни французская сторона не были заинтересованы в расследовании Дамасского дела. Так как первоочередной задачей делегации было вызволение евреев, находившихся в тюрьме Дамаска, было решено принять его как таковое без каких-либо общих юридических постановлений о невиновности евреев или формального осуждения кровавого навета. Приказ об освобождении был подписан 28 августа 1840 года, и в качестве компромисса, была принята формулировка «за отсутствием состава преступления», а не «помилованы правителем».
По окончании своей миссии к Мухаммеду Али, Монтефиоре направился обратно в Европу через Стамбул. 15 октября 1840 года в столице Османской империи он встретился с лордом Понсонби, которому предложил обратиться к султану с просьбой издать декрет, формально осуждающий кровавый навет, аналогично изданному в своё время указу Сулеймана I Великолепного, и таким образом поставить точку над обоими делами, в Дамаске и на Родосе. Послу Британии эта идея пришлась по душе, и в течение недели он организовал для Монтефиоре встречу с Мустафой Рашид Пашой. Монтефиоре подготовил предлагаемый текст указа в переводе на французский язык, зачитал его Рашид Паше, реакция которого была положительной.
Вечером 28 октября Монтефиоре имел аудиенцию с султаном в его дворце. В своём дневнике Монтефиоре писал, что по дороге во дворец улицы были заполнены приветствовавшими его евреями, а их дома освещены огнями. На аудиенции Монтефиоре поблагодарил султана за его участие в деле Родоса. В свою очередь, султан заверил гостей, что их просьба будет удовлетворена. 7 ноября декрет был издан и выдан Монтефиоре, а его копия была послана главному раввину Турции («хахам-баши»). По поводу судебного рассмотрения дела Родоса, в декрете было сказано, что «результат тщательного изучения еврейской веры и 'религиозных книг' показал, что обвинения против евреев являются абсолютной клеветой. Еврейская нация должна иметь те же привилегии, что и остальные многочисленные нации, входящие в состав наших поданных. Еврейской нации должна быть гарантирована защита».